# Petrus Salanus
Petrus Nicolai Salanus, född 1670 i Köping, död 1697 i Stockholm, var en antikvarisk samlare.
Petrus Salanus var son till kyrkoherden Nicolaus Jonæ Salanus. Han inskrevs tillsammans med sina bröder vid Uppsala universitet 1682. Under påverkan av Olof Rudbeck den äldre, som var hans mormors bror, började han där antikvariska studier. Han var även Rudbeck behjälplig med redigering av isländska sagor och annat arbete. Det var också på Rudbecks bekostnad som Salanus gav ut Fost-brödernas, Eigles och Asmunds saga, troligen med hjälp av sin äldre bror Jonas Salanus (1664–1706), senare lektor i Västerås. I sina skrifter visar sig Salanus vara en hängiven rudbeckian. Efter att ha disputerat för doktorsgraden 1694 syns Salanus huvudsakligen ha vistats i Stockholm, tillsammans med en konditor sysselsatt med avskrivning av isländska handskrifter och liknande arbeten. Salanus mål var antagligen att bli knuten till Antikvitetsarkivet. Han fick också ett av dess stipendier och tycks även haft någon anställning där. Salanus lade grunden till en ganska stor handskriftssamling, vilken efter hans död övergick i broderns ägo.